# 타나그라 전투
타나그라 전투(Battle of Tanagra)는 기원전 457년 제1차 펠로폰네소스 전쟁에서 아테네와 그 동맹국과 스파르타와 그 동맹국 사이에서 벌어진 전투이다.

## 배경
포키스가 도리스의 보이오스, 키티니온, 네소네온 등의 도시를 침공했을 때, 스파르타는 동맹국이며, 자신들 도리아 인의 고향인 도리스를 돕기 위해 파병을 했다. 어린 플레이스토아낙스 왕 대신 니코메데스가 이끄는 스파르타인 중장보병 1500명과 펠로폰네소스의 10000명의 동맹군으로 이루어진 군대를 보냈다. 그들은 성공적으로 포키스를 굴복시키고 정복지 가자에서 조약을 맺게 되었다.
하지만 귀국하는 길을 해로를 통하려면 크리사 만에서 아테네 함대의 공격을 당할 우려가 있었고, 육로를 통과하려고 게라네이아 고개를 아테네가 차지하고 있었다. 그래서 그들은 보이오티아에 머물며 돌파 방도를 생각한 후 타나그라의 진로를 취했다. 반면 아테네는 아르고스 군 1,000명과 기타 동맹군과 함께 총 14,000명으로 출격했다.

## 전투
양군은 보이오티아의 타나그라에서 전투를 벌였다. 첫날은 테살리아 기병의 배신에도 불구하고 아테네, 아르고스 군은 버티며 싸웠고, 전투에서 쌍방 모두 수많은 전사자를 냈다. 그날 밤, 테살리아 군의 배신을 모르는 아테네의 보급 부대가 테살리아 군의 공격을 받은 뒤, 원병으로 온 스파르타 군과 아테네 군 사이에 본격적인 전투가 벌어져 양측 모두 수많은 전사자를 기록했다. 디오도로스에 따르면 양측이 전투의 승리를 주장했다고 하는데, 투키디데스는 스파르타 측의 승리라고 말했다. 이후 스파르타와 동맹군은 메가라, 그리고 게라네이아 고개를 통해서 무사히 귀국했다.

## 결과와 영향
이 전투 62일 후, 아테네는 뮈로니데스의 지휘 아래 보이오티아를 침공해 오이노피타 전투에서 보이오티아 군을 물리치고 보이오티아를 세력 하에 두었다.